# Liste der Resolutionen des UN-Sicherheitsrates (2013)
Diese Liste der Resolutionen des UN-Sicherheitsrates nennt die vom Sicherheitsrat der Vereinten Nationen im Jahre 2013 verabschiedeten Resolutionen.
| Nummer | Datum    | Gegenstand | Mission                                                   |
| ------ | -------- | --- | --------------------------------------------------------- |
| 2086   | 21. Jan. | Verantwortung des Sicherheitsrats für die Wahrung des Weltfriedens und der internationalen Sicherheit                 |                                                           |
| 2087   | 22. Jan. | Nichtverbreitung/Demokratische Volksrepublik Korea                                                                    |                                                           |
| 2088   | 24. Jan. | Die Situation in der Zentralafrikanischen Republik                                                                    | BINUCA                                                    |
| 2089   | 24. Jan. | Einsatz der Vereinten Nationen in Zypern                                                                              | UNFICYP                                                   |
| 2090   | 13. Feb. | Die Situation in Burundi                                                                                              | BINUB                                                     |
| 2091   | 14. Feb. | Berichte des Generalsekretärs über Sudan                                                                              | Sachverständigengruppe im Sudan                           |
| 2092   | 22. Feb. | Die Situation in Guinea-Bissau                                                                                        | UNIOGBIS                                                  |
| 2093   | 6. Mrz.  | Die Situation in Somalia                                                                                              | AMISOM                                                    |
| 2094   | 7. Mrz.  | Nichtverbreitung/Demokratische Volksrepublik Korea                                                                    |                                                           |
| 2095   | 14. Mrz. | Die Situation in Libyen                                                                                               | Unterstützungsmission der Vereinten Nationen in Libyen    |
| 2096   | 19. Mrz. | Die Situation in Afghanistan                                                                                          | UNAMA                                                     |
| 2097   | 26. Mrz. | Die Situation in Sierra Leone                                                                                         | UNIPSIL                                                   |
| 2098   | 28. Mrz. | Die Situation betreffend die Demokratische Republik Kongo                                                             | MONUC                                                     |
| 2099   | 25. Apr. | Die Situation betreffend die Westsahara                                                                               | MINURSO                                                   |
| 2100   | 25. Apr. | Die Situation in Mali                                                                                                 | MINUSMA                                                   |
| 2101   | 25. Apr. | Die Situation in der Elfenbeinküste                                                                                   |                                                           |
| 2102   | 2. Mai   | Die Situation in Somalia                                                                                              | UNSOM                                                     |
| 2103   | 22. Mai  | Die Situation in Guinea-Bissau                                                                                        | UNIOGBIS                                                  |
| 2104   | 29. Mai  | Die Situation in Sudan und Süd-Sudan                                                                                  | UNISFA                                                    |
| 2105   | 5. Jun.  | Nichtverbreitung von Kernwaffen (Iran)                                                                                | Sachverständigengruppe für die Sanktionen gegen Iran      |
| 2106   | 24. Jun. | Frauen und Frieden und Sicherheit                                                                                     |                                                           |
| 2107   | 27. Jun. | Die Situation zwischen Irak und Kuwait                                                                                |                                                           |
| 2108   | 27. Jun. | Die Situation im Nahen Osten                                                                                          | United Nations Disengagement Observer Force (UNDOF)       |
| 2109   | 11. Jul. | Die Situation in Sudan und Süd-Sudan                                                                                  | UNMISS                                                    |
| 2110   | 24. Jul. | Die Situation zwischen Irak und Kuwait                                                                                | UNAMI                                                     |
| 2111   | 24. Jul. | Die Situation in Somalia und Eritrea                                                                                  | Überwachungsgruppe für Somalia und Eritrea                |
| 2112   | 30. Jul. | Die Situation in Côte d’Ivoire                                                                                        | ONUCI                                                     |
| 2113   | 30. Jul. | Die Situation in Sudan                                                                                                | UNAMID                                                    |
| 2114   | 30. Jul. | Die Situation in Zypern                                                                                               | UNFICYP                                                   |
| 2115   | 29. Aug. | Die Situation im Nahen Osten                                                                                          | UNIFIL                                                    |
| 2116   | 18. Sep. | Sicherheitsrat verlängert das Mandat der Mission der Vereinten Nationen in Liberia (UNMIL) bis zum 30. September 2014 | UNMIL                                                     |
| 2117   | 26. Sep. | Wahrung des Weltfriedens und der internationalen Sicherheit                                                           |                                                           |
| 2118   | 27. Sep. | Die Situation im Nahen Osten                                                                                          |                                                           |
| 2119   | 10. Okt. | Die Frage betreffend Haiti                                                                                            | MINUSTAH                                                  |
| 2120   | 10. Okt. | Die Situation in Afghanistan                                                                                          | ISAF                                                      |
| 2121   | 10. Okt. | Die Situation in der Zentralafrikanischen Republik                                                                    |                                                           |
| 2122   | 18. Okt. | Frauen und Frieden und Sicherheit                                                                                     |                                                           |
| 2123   | 12. Nov. | Die Situation in Bosnien und Herzegowina                                                                              | EUFOR ALTHEA                                              |
| 2124   | 12. Nov. | Die Situation in Somalia                                                                                              | AMISOM                                                    |
| 2125   | 18. Nov. | Die Situation in Somalia                                                                                              |                                                           |
| 2126   | 25. Nov. | Die Situation in Sudan und Südsudan                                                                                   | UNISFA                                                    |
| 2127   | 5. Dez.  | Die Situation in der Zentralafrikanischen Republik                                                                    | MISCA                                                     |
| 2128   | 10. Dez. | Die Situation in Liberia und Westafrika                                                                               | Sachverständigengruppe der Vereinten Nationen für Liberia |
| 2129   | 17. Dez. | Bedrohungen des Weltfriedens und der internationalen Sicherheit durch terroristische Handlungen                       |                                                           |
| 2130   | 18. Dez. | Internationaler Strafgerichtshof für das ehemalige Jugoslawien                                                        | ICTY                                                      |
| 2131   | 18. Dez. | Die Situation im Nahen Osten                                                                                          | UNDOF                                                     |
| 2132   | 24. Dez. | Die Situation in Südsudan                                                                                             | UNMIS                                                     |